# Тони Бакли
Тони Бакли (енгл. Tony Buckley; 8. октобар 1980) бивши је ирски рагбиста. У детињству је тренирао ирски фудбал, па је прешао на рагби. У келтској лиги играо је за Конот и Манстер. У купу европских шампиона дебитовао је против Воспса. После 6 година проведених у Манстеру, прешао је у енглески тим Сејл шарксе, за које ће играти до јуна 2014. Први позив у животу да тренира са репрезентацијом Ирске, добио је априла 2007. када је Ирска селекција отишла на турнеју у Аргентину. Био је део Ирске екпседиције на светском првенству 2007. али није одиграо ни минут. Први есеј у дресу Ирске постигао је против Канаде 24. маја 2009. Био је део ирске репрезентације на светском првенству 2011. и постигао је 1 есеј у групној утакмици против Русије. Тони Бакли је један од најмасивнијих рагбиста свих времена са својих 138 кг.